# Paisaje

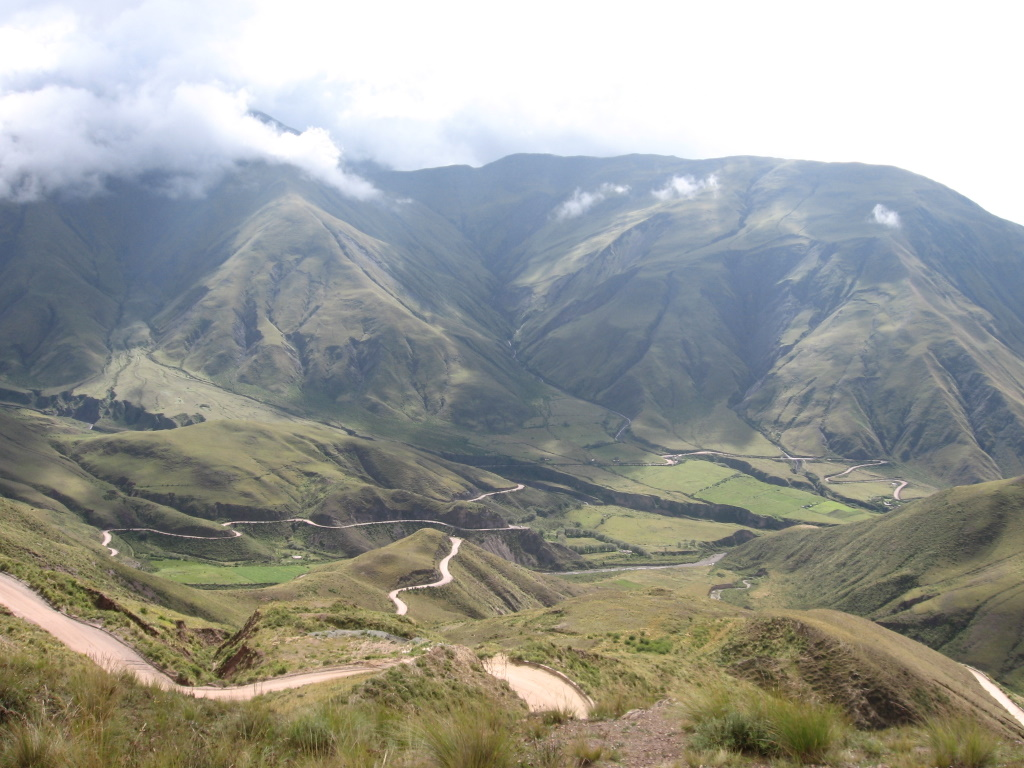
Paisaje desde la Cuesta del Obispo en la provincia de Salta (Argentina).

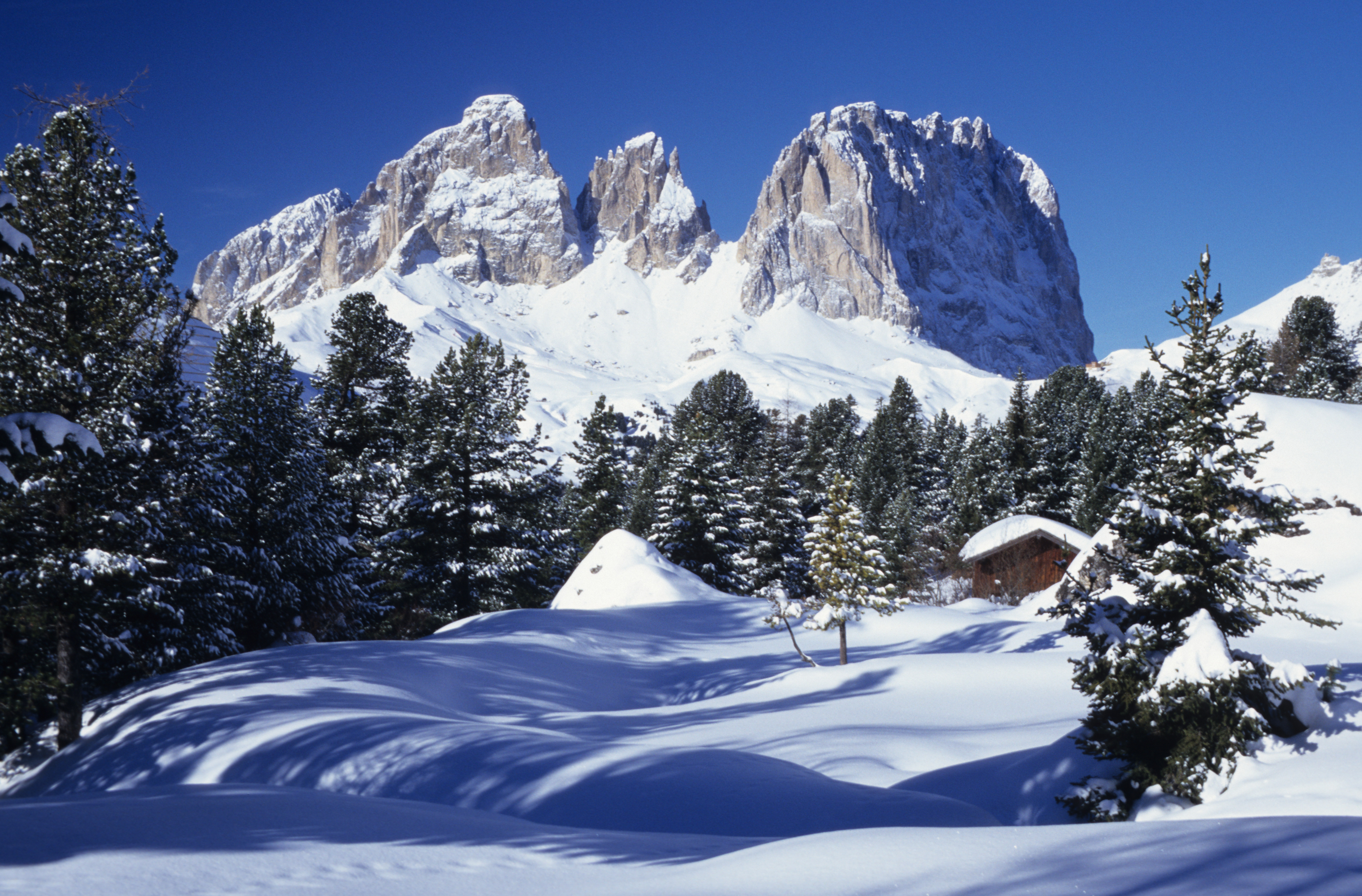
Paisaje de Sassolungo (Italia).

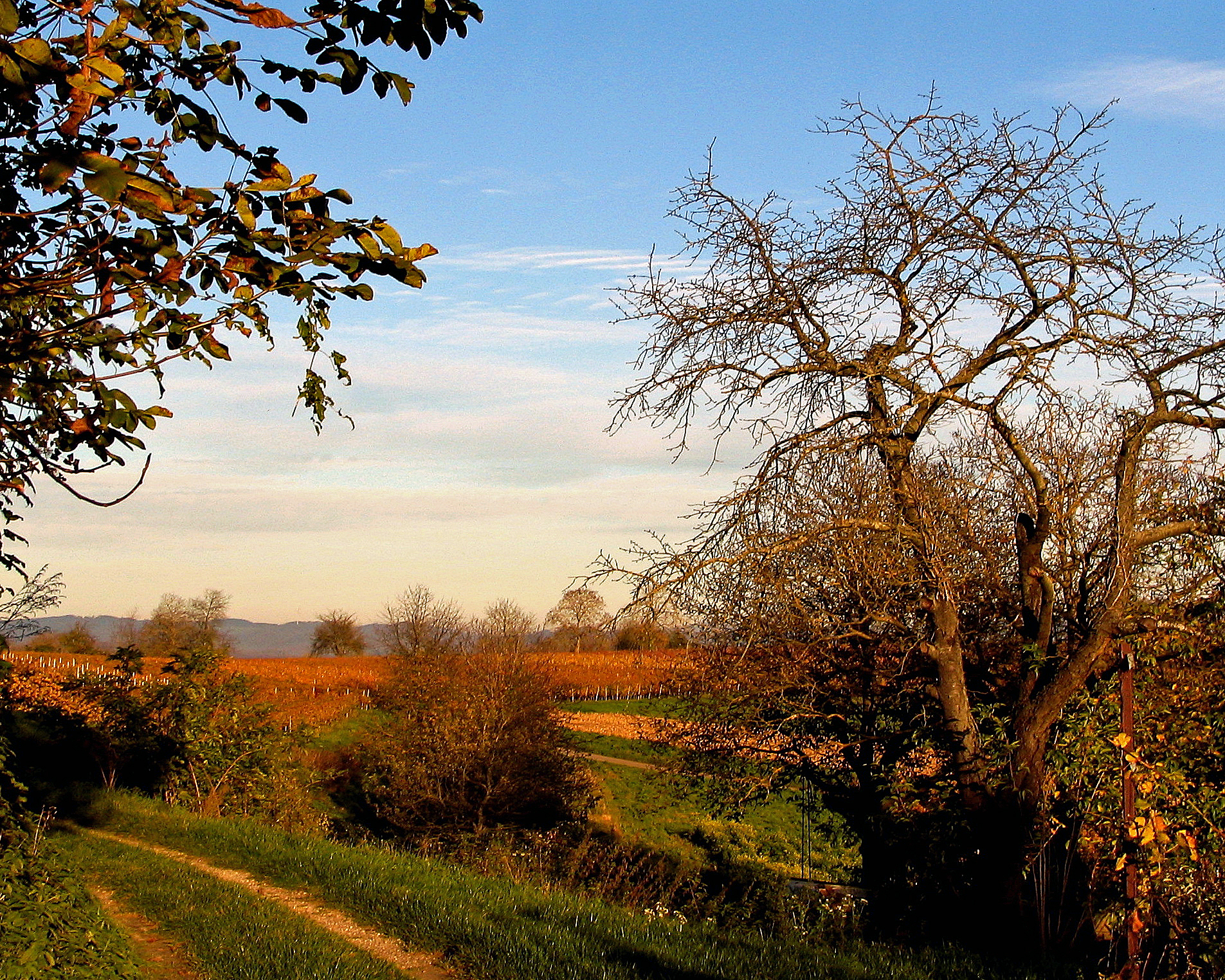
Paisaje de otoño.

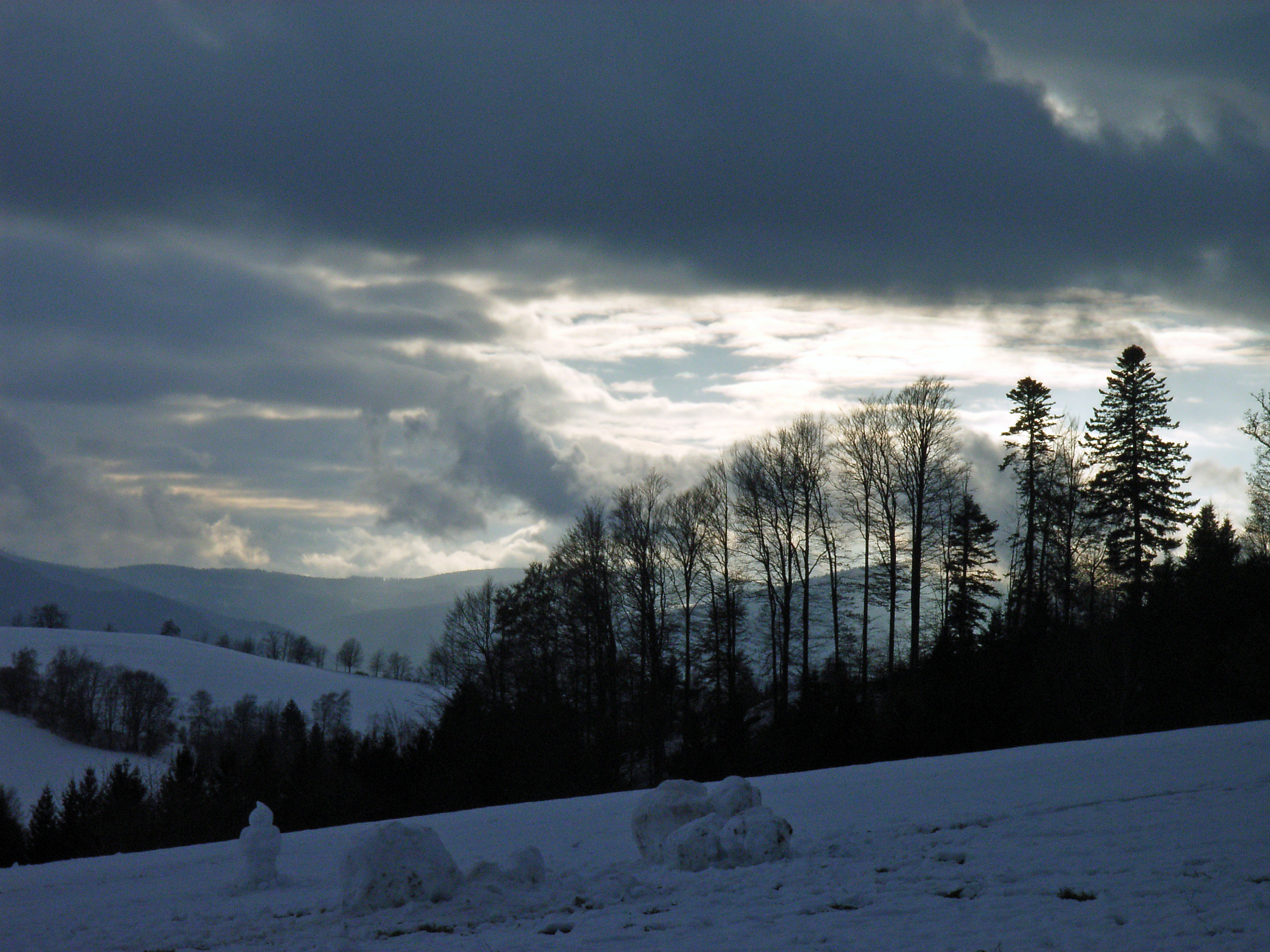
Paisaje de invierno.

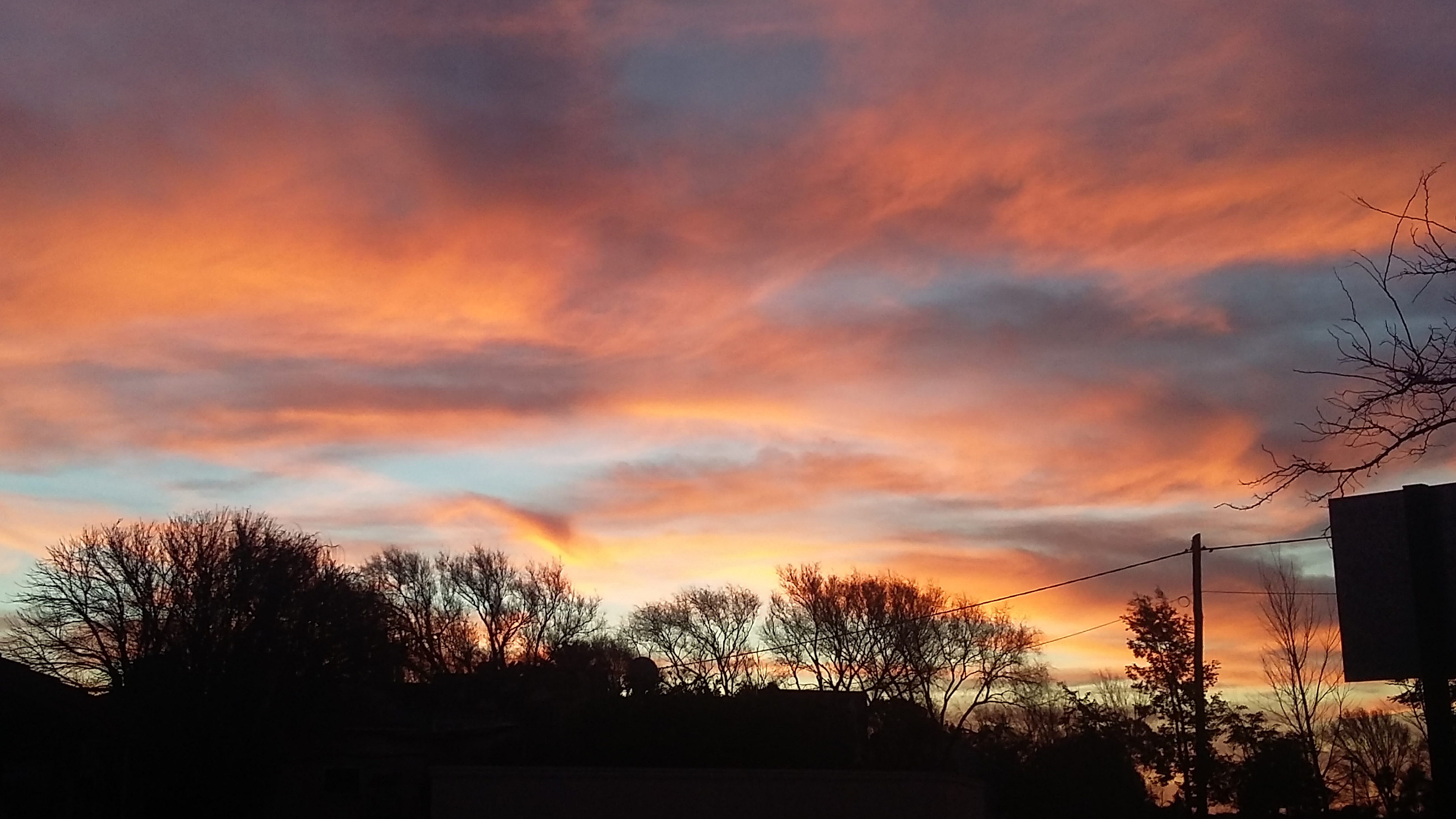
Paisaje de Bernardo Larroudé (Provincia de La Pampa, Argentina).

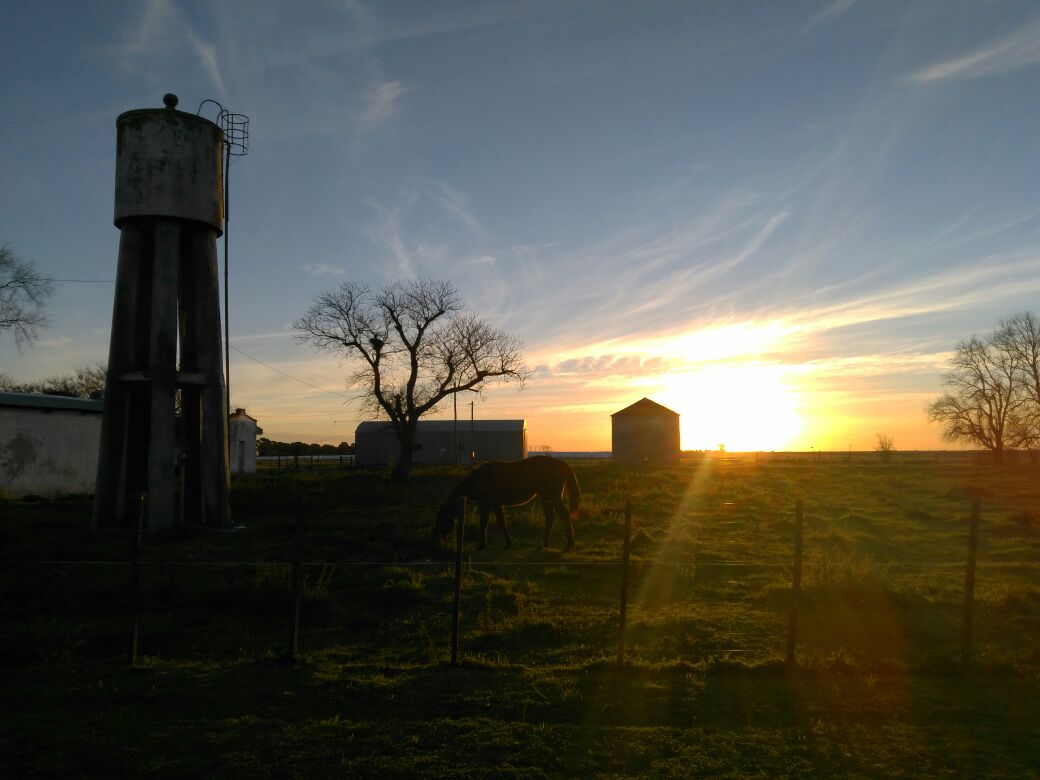
Atardecer en La Pampa, Argentina.

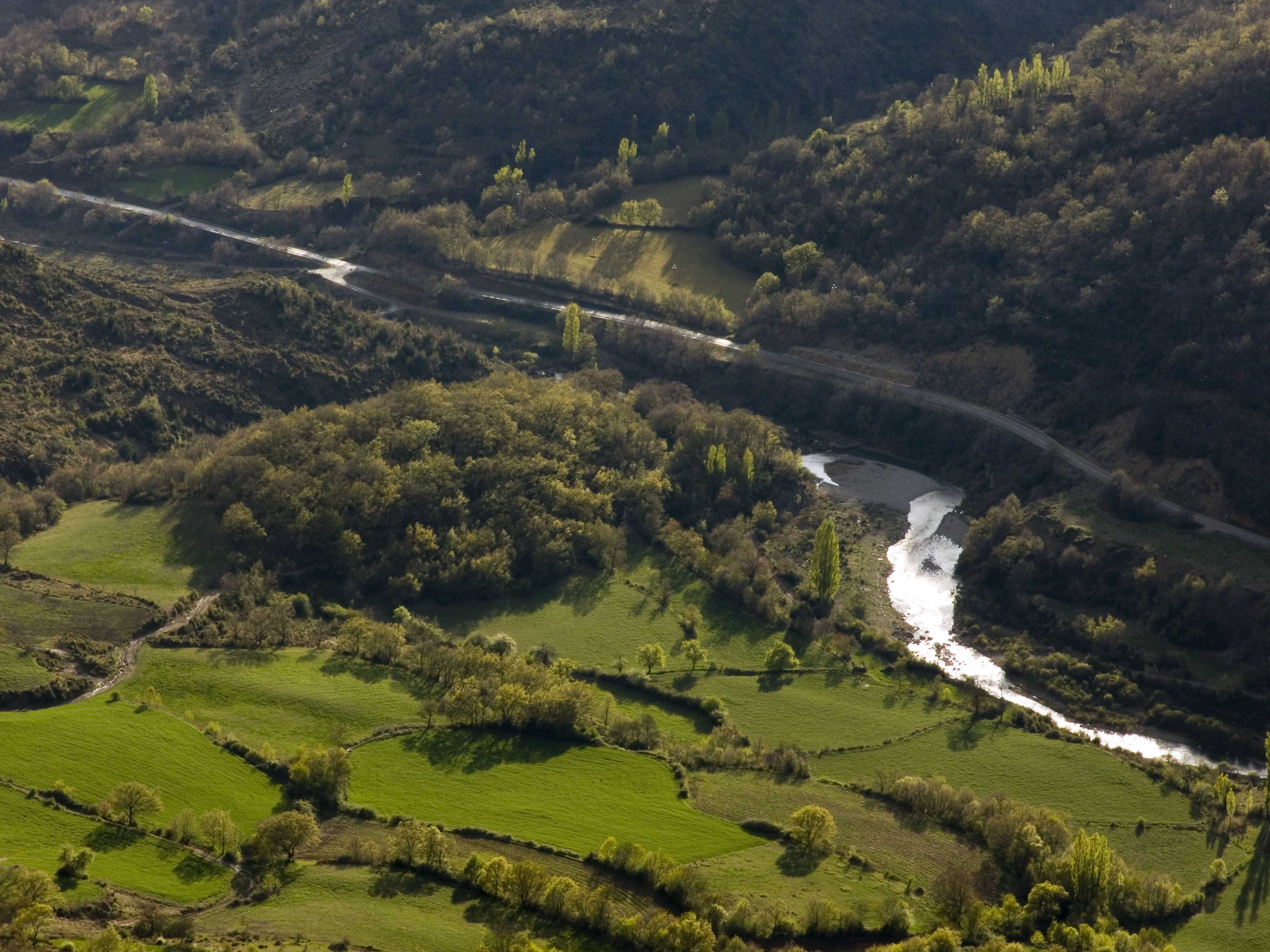
Paisaje del valle del Isábena, desde la Sierra de Sis, Huesca

El concepto de paisaje  se utiliza de manera diferente por varios campos de estudio, aunque todos los usos del término llevan implícita la existencia de un sujeto observador (el que visualiza) y de un objeto observado (el terreno), del que se destacan fundamentalmente sus cualidades visuales y espaciales.
El paisaje, desde el punto de vista geográfico, es el objeto de estudio primordial y el documento geográfico básico a partir del cual se hace la geografía. En general, se entiende por paisaje cualquier área de la superficie terrestre producto de la interacción de los diferentes factores presentes en ella y que tienen un reflejo visual en el espacio. El paisaje geográfico es por tanto el aspecto que adquiere el espacio geográfico. El paisaje, desde el punto de vista artístico, sobre todo pictórico, es la representación gráfica de un terreno extenso. Con el mismo significado se utiliza el término país (no debe confundirse con el concepto político de país). El paisaje también puede ser el objeto material a crear o modificar por el arte mismo.
En literatura, la descripción del paisaje es una forma literaria que se denomina topografía (término que también da nombre a la topografía como ciencia y técnica que se emplea para la representación gráfica de la superficie terrestre). En construcciones literarias y ensayísticas es habitual comparar el paisaje con el paisanaje (de paisano), es decir, el medio con los grupos humanos.

## Historia del concepto
El concepto de paisaje es mucho más antiguo de lo que se cree y pertenecía al ámbito de los artistas. Lo visible de la superficie terrestre como montañas, jardines, lagos, etc. fueron representados y plasmados de diversas formas y en diferentes lugares u objetos como lienzos, piedras, edificios, novelas, entre otros, dejando los imaginarios de ese momento su forma de ver el mundo. Con base en esto se refiere al paisaje como una porción de la superficie vista como un paraje o sitio particular concluyendo entonces en que el paisaje es una "intensiva idea visual".

## Protección del paisaje
El paisaje no es un  componente del medio ambiente, pero puede ser objeto de protección para preservar un posible patrimonio, por parte de diversas leyes e instituciones nacionales e internacionales (Unesco y Consejo de Europa).

## Convenio Europeo del Paisaje
Desde el año 2000 existe el ELC (European Landscape Convention o, en español, Convenio Europeo del Paisaje (CEP), también llamado Convención de Florencia , cuyo documento fundacional entró en vigor el 1 de marzo de 2004 y ya ha sido firmado y ratificado (20-08-2008) por 29 de los 46 países miembros del Consejo de Europa (y firmado por otros seis). España lo ratificó en el año 2008 y entró en vigor el 1 de marzo de ese año.
Su propósito general es establecer un marco para la protección, gestión y planificación de los paisajes europeos. Su objetivo último es conservar y mejorar su calidad. Las estrategias que plantea animan a la implicación del público, las instituciones, autoridades y agentes locales, regionales, nacionales e internacionales en procesos de toma de decisiones públicas.
El Convenio reconoce todas las formas de los paisajes europeos: naturales, rurales, urbanos y periurbanos, y tanto los emblemáticos como los ordinarios y los deteriorados. Este recurso, no renovable, se define según el CEP como:
“cualquier parte del territorio, tal como la percibe la población, cuyo carácter sea el resultado de la acción y la interacción de factores naturales y/o humanos (Art. 1)”

### Construcción social del paisaje
Podemos interpretar al paisaje como un producto social, como resultado de una transformación colectiva de la naturaleza y como la proyección cultural de una sociedad en un espacio determinado.  Es decir, el paisaje no es la naturaleza o el lugar que se contempla, sino lo que se construye a partir de estos.
Esta definición de concepto analiza las múltiples dimensiones que orientan la construcción del mismo, derivando en lo que se denomina dimensión cultural de la sociedad. Desde este punto de partida, el paisaje es la reflexión sobre las relaciones de poder (etnia, género, edad, clases…) en donde se enmarca la producción y reproducción del paisaje como punto de anclaje del habitante en el medio.

## El paisaje en la geografía
El paisaje se define como un espacio geográfico con características morfológicas y funcionales similares en función de una escala y una localización. Paisaje es todo lo que alcanza la visión, lo que llega a los sentidos. Está  formado por volúmenes,  colores,  olores,  movimientos, sonidos, etc.  Diferentes personas presentan diferentes percepciones de un mismo paisaje. La escala vendría definida por el tamaño del paisaje o, lo que es lo mismo, el tamaño de la "visión" del observador. Por ejemplo, un paisaje regional como un gran desierto puede esconder paisajes diferenciales a escala local. 
La localización es la posición del volumen del paisaje respecto a un sistema de referencia, modelizado por la cartografía.
En la tradición de ciencias del paisaje se han establecido tres elementos o subsistemas principales que componen los paisajes: abióticos (elementos no vivos), bióticos (resultado de la actividad de los seres vivos) y antrópicos (resultado de la actividad humana). Determinar estos elementos es lo que constituye el primer nivel del análisis geográfico. Las posibilidades combinatorias, prácticamente infinitas, que se pueden dar entre ellas determina las características de un paisaje en particular.

### El paisaje en la geografía física
El paisaje surge de la interacción de los diversos agentes geográficos. Estos agentes son materiales y energéticos de los que derivan formas y procesos. Se clasifican en Litosfera, Atmósfera, Hidrosfera y Biosfera. De esta última se diferencia la Antroposfera (Tecnosfera, ecosistema novel) formada por las poblaciones humanas y que juega un papel diferenciado como agente del paisaje, generando incluso una nueva época en la historia de la Tierra (el Antropoceno).
La interacción de estos agentes forma el amplio espectro de paisajes definidos por sus características geográficas. La relación que existe entre todos sus elementos constitutivos es multicausal y dinámica. Los cambios son tanto producto como condicionante de la dinámica de los paisajes, en los cuales el ser humano cumple un papel específico.
La biosfera se asienta sobre la superficie, que es la zona de contacto entre las diferentes esferas, y de manera especial en la hidrosfera. La biosfera transforma el paisaje superficial pero luego limitada según sus características funcionales a los relieves litológicos, a las características atmosféricas (climas) y a la disponibilidad de agua.
De manera especial destaca en la biosfera la antroposfera formada por los seres humanos en su organización social y en su poblamiento y uso sobre el territorio. Ya que su influencia abarca casi todos los rincones del planeta, el paisaje ya no está definido por sus agentes naturales, los paisajes naturales solo son espacios marginales y residuales.
En la definición de paisaje que nos da la geógrafa física española María de Bolós, queda de manifiesto otra teoría del paisaje de carácter geofísico, en la cual se aprecia la existencia de tres elementos fundamentales: las características del geosistema que las define, el tamaño referido a una escala espacial (epigeósfera, es decir, sistema abierto desde el cosmos como hacia el interior de la tierra) y el período de tiempo considerado en la escala temporal (métodos de datación – absoluta y relativa – y las escalas de tiempo cronológico – megaescala, macroescala, mesoescala y microescala).
La edad de un paisaje se mide de acuerdo a la autora, en cuanto este comienza a funcionar como sistema, como el geosistema actual que es. Los paisajes antiguos son aquellos en cuya formación aparecen en un mismo momento todos los elementos en forma dinámica desde hace mucho tiempo parecida a la actual dinámica que presentan. Los paisajes nuevos no nacen de la nada, sino en que su mayoría son antropizaciones radicales o extensivas de los antiguos, estos pueden aparecer por: “las causas antrópicas, los cambios climáticos, los movimientos tectónicos recientes, modificaciones en la línea de costa, emersión de tierras o formación de islas nuevas” [entre las principales].

## Paisaje cultural
Un paisaje cultural es transformado del paisaje natural. El paisaje cultural es el resultado de esa transformación.
Se da en muy pocas comunidades que sus bases conozcan sus paisajes culturales y los protejan como tales, pues no le ven ningún valor tangible:
“La sociedad al contemplar un paisaje, le asignará un valor positivo o negativo según la percepción que éste le proporcione (bonito, agradable, etc.), pero con mayor dificultad será capaz de reconocerle un significado histórico relacionado con su dilatado proceso de configuración. Es necesario, por tanto, sensibilizar a la sociedad, pero también instruirla acerca del valor del paisaje cultural como elemento patrimonial. Ello requiere conocer esos paisajes (génesis, interrelación entre estructuras, etc.) y este proceso, a su vez, facilitará la protección real del paisaje como elemento ambiental, pero también social, cultural y patrimonial más allá de un mero amparo legal”
Según desde que interés sea usada, la producción simbólica y cultural – ya sea en paisajes culturales, historias culturales o de reconstrucción de la memoria colectiva – ésta puede ser también un recurso de las clases dominantes para distinguirse y transmitir información distorsionada. Cuando se advierte que las relaciones simbólicas entre los hombres son asimismo relaciones de poder, comprendemos que el estudio académico de las representaciones debe acompañarse con el análisis de otra región de la superestructura: la política
En síntesis, los paisajes culturales son esencialmente construcciones multidimensionales, resultado de la interacción de estructuras históricamente determinadas y de procesos contingentes. Como marco de la actividad humana y escenario de su vida social, los paisajes humanos en general, son una construcción histórica resultante de la interacción entre los factores bióticos y abióticos del medio natural. Cualquier interpretación histórica debe partir de la comprensión de esta dinámica. Es necesario, por tanto, que se consideren todos los paisajes como consecuencia de la coevolución socio-natural a largo plazo. Por otra parte, desde el punto de vista evolutivo, los paisajes son resultado de la dependencia histórica de sentido, es decir, que con frecuencia, emergen elementos arbitrarios, no previstos, que determinan el posterior desarrollo histórico
Una de las formas en que las organizaciones globales han decidido proteger y conservar ciertos paisajes culturales que poseen cualidades importantes para el género humano es mediante las Declaraciones de Patrimonio de la Humanidad realizadas cada cierto tiempo por Unesco.

## Los paisajes en el arte visual

### Pintura

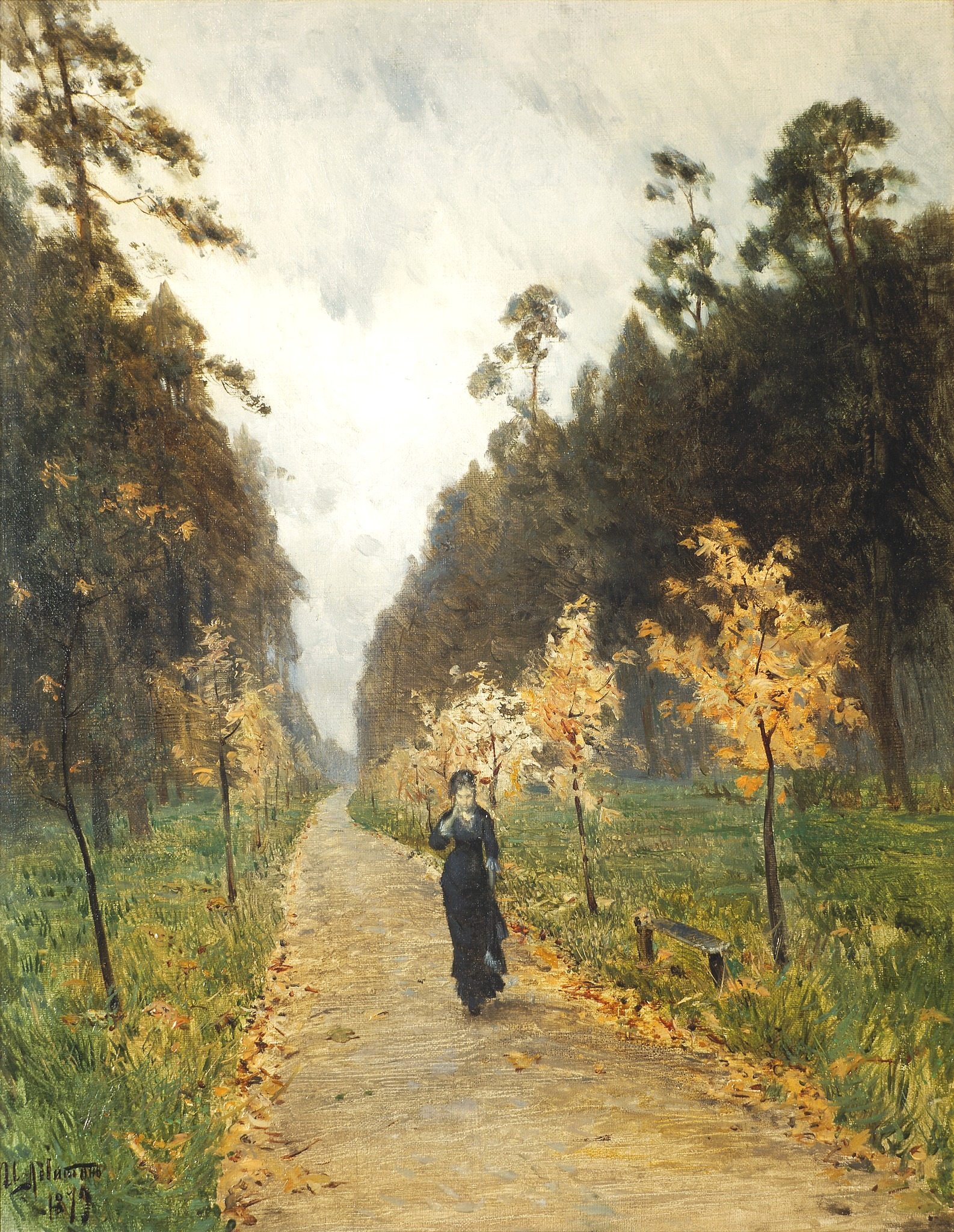
Isaak Levitán (1879) Día de otoño en Sokolniki.

Desde las pinturas rupestres hasta el siglo XVIII, la naturaleza aparecía muy pocas veces en las obras pictóricas como paisaje valorable por sí mismo.
Se atribuye a los artistas chinos, a partir del siglo V, el mérito de 'descubrir' el paisaje como elemento pictórico, por influencia del budismo y su concepción de la naturaleza. En Europa el paisaje no aparece hasta el Renacimiento, aumentando progresivamente su presencia en las obras de arte y convirtiéndose en objeto de interés por sí mismo y no como fondo de una composición religiosa o de un retrato. Pero no ganó categoría de género pictórico hasta el siglo XVII en Países Bajos, país que desarrolló una importante escuela paisajística, representada por artistas como Jacob van Ruysdael.
En el siglo XIX, el ejemplo holandés se universaliza, convertido en uno de los objetivos del realismo pictórico, y en especial en Francia a través de la Escuela de Barbizon y el plenairismo (los pintores pintan al aire libre y no en sus gabinetes). Este nuevo interés por plasmar un instante fugaz de luz o una anécdota, en plena naturaleza, impulsó el uso de técnicas como la acuarela, con una mayor rapidez de ejecución, y la pincelada suelta en busca de conseguir una impresión más que un dibujo, una de las claves del impresionismo.
En momentos cronológicamente diferentes de oriente y occidente, la geografía y naturaleza dejaron de ser objeto de temor o espacio simbólico de los poderes míticos o de los espíritus de la región para convertirse en objeto estético, y por tanto objetivo de la obra de arte.